# Dragon Ball Z: Budokai 2
 (décembre 2011).
Si vous disposez d'ouvrages ou d'articles de référence ou si vous connaissez des sites web de qualité traitant du thème abordé ici, merci de compléter l'article en donnant les références utiles à sa vérifiabilité et en les liant à la section « Notes et références ».
Dragon Ball Z: Budokai 2 (ドラゴンボールZ2, Doragon bōru zetto tsū, littéralement « Dragon Ball Z 2 »), est un jeu vidéo de combat développé par Dimps sur l'univers de Dragon Ball Z. Le jeu est sorti en 2003 sur PlayStation 2 puis en 2005 sur GameCube.
C'est le successeur du jeu Dragon Ball Z: Budokai. Quelques nouveautés furent ajoutées au jeu. De nouveaux personnages sont apparus. Des fusions sont disponibles dans le jeu comme Gokule (Son Goku et Mr. Satan), Tiensha (Ten Shin Han et Yamcha), Kibitôshin (Kaiô Shin et Kibito)
Une version remanié du jeu sur PlayStation 2 nommé Dragon Ball Z 2V fut sortie exclusivement pour les lecteurs V Jump limité à 2000 exemplaires.

## Modes de Jeu

### ModeDragon World
Ce mode est en fait une aventure dont le personnage par défaut est Son Goku, mais qui pourra se faire aider tout au long de son périple par ses amis.
Niveau gameplay, ce mode est joué sur un plateau avec des points, le joueur passe de points en points où différentes options sont disponibles, des capsules, des Dragon Balls, etc. Mais il y a aussi des ennemis sur la carte, ainsi que des malus comme le ki qui diminue au fur et à mesure du combat, etc. Le joueur a un objectif précis, battre Freezer, tuer Boo, etc.
À noter que différents personnages sont à débloquer tout au long du périple, tel que Mr. Satan, Vegeta ou Nappa.
Tout au long du périple, le joueur doit récupérer des Dragon Balls ou des techniques diverses, du Super Saïyen à la boule de la mort de Freezer.

### Mode Duel
Il y est possible d'affronter ses amis ou l'ordinateur dans des combats.

### Mode Championnat du monde
Il y est possible d’affronter des ennemis dans trois catégories (Novice, Initié, Maître) et gagner des zénies (argent du jeu).

### Modifications des techniques
Il y est possible de modifier les capsules des combattants, ajouter des capsules à Cell ou en retirer à Vegeta par exemple. Ou encore échanger des capsules par intermédiaire de la carte mémoire avec quelqu'un d'autre.

### Vaisseau de Babidi (option)
Si le joueur parvient à finir le Dragon World et à rassembler les sept Dragon Balls, il peut débloquer le vaisseau de Babidi ce qui lui permettra de débloquer Boo, Super Boo et Boo original (renommé Uub), ainsi que Dabra.

## Personnages jouables
35 personnages issus de Dragon Ball Z (ainsi que 6 personnages hypothétiques exclusifs au jeu) sont jouables (y compris les personnages à débloquer) (*Costumes exclusive dans Dragon Ball Z 2V) :
- Goku (Kaioken x20, Super Saiyan, Super Saiyan 2, Super Saiyan 3, Vegeto (Super Vegeto), Gotan)
- Gohan ado (Super Saiyan, Super Saiyan 2)
- Gohan (Super Saiyan, Super Saiyan 2, libération potentiel du Rou Dai Kaio Shin)
- Goten (Super Saiyan, Gotenks (Super Saiyan, Super Saiyan 3))
- Vegeta (Super Saiyan, Super Saiyan 2, Majin, Vegeto (Super Vegeto))
- Trunks (Super Saiyan, Super Saiyan 2)
- Trunks petit (Super Saiyan, Gotenks (Super Saiyan, Super Saiyan 3))
- Piccolo (Sync. avec Nail, Fusion avec Dieu)
- Krilin (libération potentiel)
- Mr. Satan (haute tension, Gotan)
- Videl
- Gt. Saiyaman
- Yamcha (Tiencha)
- Tenshinhan (Tiencha)
- Raditz
- Nappa
- Recoome
- Ginyu
- Frieza (forme finale) (Mecha Frieza) (*Cooler) (*Metal Cooler) (*Kuriza) (*Majin Frieza)
- C-16
- C-17
- C-18
- C-20
- Cell (forme parfaite) (*Majin Cell)
- Dabura (volonté démoniaque)
- Majin Buu
- Super Buu (absorption de Gotenks, Gohan, Yamcha et Tenshinhan, Frieza, Cell et Vegeta)
- Uub
- Kaïo Shin (Kaiobito)

## Système de jeu
Le jeu se joue avec une barre de ki qui augmente si on frappe l'adversaire ou si on charge son ki. On a également une barre de vie, qui normalement est séparé en 3 barres, une barre verte, jaune et une orange. Plus l'adversaire est fort, plus il a de barre de vie, il peut avoir 4 ou 5 barres de vie.

## Nouveautés GameCube
Sorti le 15 décembre 2004, la version GameCube propose quelques nouveautés par rapport à la version PlayStation 2 :
- Voix japonaises disponibles dans le menu Options (seulement pour la version euro)
- Deux costumes supplémentaires (le costume déchiré de Son Goku et la tenue cape-turban de Piccolo)
- Des niveaux de difficulté encore plus poussés (difficultés Z et Z2)
- De nouvelles capsules
- Terrains disponibles de nuit
- Réglages de la barre de vie du personnage dans le mode duel (du rouge au blanc)

## Dragon Ball Z 2V
Sortie en 2004 sur PlayStation 2 cette version propose quelques nouveautés par rapport à Dragon Ball Z Budokai 2 :
- Cinq costumes supplémentaires (Cooler, Metal Cooler, Kuriza, Majin Freezer pour Freezer et Majin Cell pour Cell)
- Toutes les capsules, personnages et les stades sont déverrouillées dès le début.
- Le terrain du tournoi comporte sur le sol ou certains murs : V Jump en référence au magazine.
- Des nouveaux modes de difficultés (Difficultés Z et Z2)